# Parkville, Victoria
Parkville är en förort till Melbourne i Australien. Den ligger i delstaten Victoria. Antalet invånare är 6 193.